# Abu Daoud
Abu Daoud (Arabisch: أبو داوود, Abū Dāwūd) (Jeruzalem, 1937 - Damascus, 3 juli 2010), echte naam Mohammed Daoud Oudeh (Arabisch: محمد عودة, Muḥammad ʿAuda), was het brein achter het Bloedbad van München in 1972.
Daoud was niet persoonlijk aanwezig bij de terroristische actie, maar werkte achter de schermen. In tegenstelling tot de meeste andere Palestijnse daders, werd hij niet het slachtoffer van de moordacties van de Mossad-groep Caesarea (Operation Wrath Of God). Wel werd er door de Mossad een aanslag op hem gepleegd in een café in Warschau in augustus 1981, waarbij hij zwaargewond raakte. Hij genas in Oost-Berlijn van zijn verwondingen. In 1996 kreeg hij een doorreisvergunning voor Israël om een bijeenkomst van de PLO in de Gazastrook bij te wonen.